# TTC25
TTC25‏ (Tetratricopeptide repeat domain 25) هوَ بروتين يُشَفر بواسطة جين TTC25 في الإنسان.